# Aire métropolitaine de Bilbao
L'Aire métropolitaine de Bilbao ou Bilbao Métropolitaine est composée par les 22 communes biscaïennes qui intègrent la comarque du Grand Bilbao plus les communes Arrankudiaga, Barrika, Berango, Gorlitz, Lemoiz, Plentzia, Sopelana, Ugao-Miraballes, Urduliz et de Zeberio selon les Directives d’Ordonnance du Territoire d'Euskadi (Directrices de Ordenación del Territorio de Euskadi en basque) par la définition de l'aire fonctionnelle de Bilbao métropolitain, faisant un total de 35 communes.
Actuellement, c'est la cinquième aire métropolitaine d'Espagne en nombre d'habitants (910 298 habitants), ce qui suppose la plus grande partie de la population biscaïenne qui compte 1 152 658 habitants (2009), et presque la moitié du Pays basque.

## Projets autour du Bilbao Métropolitain

Vue du Bilbao métropolitain depuis les Monts de Triano.

Les principales communes de la comarque et l'aire métropolitaine, Bilbao et Barakaldo ont constitué en 1992 avec la Diputación de Biscaye et les administrations nationales et autonomes l'organisme  Bilbao Ria 2000  pour la régénération urbaine de Bilbao et son environnement, précisément ceux-ci étant les communes les plus punies par l'activité industrielle intense et la grande quantité des sols contaminés et ruines industrielles qui ont dérivé de cette activité. Parmi les projets qu'a promus cette institution on trouve la récupération d'Abandoibarra, autre sol industriel et où se trouve actuellement le Musée Guggenheim et le Palais Euskalduna.
Parallèlement, il existe l'association  Bilbao Metropoli-30 , constituée en 1991 par la mairie de Bilbao, Députation forale de Biscaye et le Gouvernement basque et divers organismes publics et privés pour la revitalisation de Bilbao Métropolitain.

## Municipalités de l'Aire métropolitaine de Bilbao
| Municipalité          | Extension km² | Population 2009 | Densité hab/km² |  | Population 2008 | Population 2007 | Population 2006 | Population 2000 | Population 1991 | Population 1980 | Population 1970 | Population 1960 | Population 1950 |
| --------------------- | ------------- | --------------- | --------------- |  | --------------- | --------------- | --------------- | --------------- | --------------- | --------------- | --------------- | --------------- | --------------- |
| Abanto-Zierbena (PNV) | 18,0          | 9.647           | 535,9           |  | 9.608           | 9.609           | 9.608           | 8.989           | 9.247           | 9.420           | 10.002          | 11.513          | 9.330           |
| Alonsotegi (PNV)      | 16,0          | 2.835           | 176,9           |  | 2.831           | 2.804           | 2.785           | 2.760           | 3.047           | -               | -               | -               | -               |
| Arrankudiaga (PNV)    | 20,8          | 909             | 42,5            |  | 885             | 848             | 824             | 745             | 685             | 837             | 1.087           | 940             | 902             |
| Arrigorriaga (PNV)    | 22,8          | 12.435          | 543,8           |  | 12.399          | 12.341          | 12.245          | 10.662          | 9.667           | 8.912           | 9.820           | 8.142           | 4.646           |
| Barakaldo (PSE-EE)    | 25,03         | 98.460          | 3.888,5         |  | 97.328          | 96.412          | 95.640          | 97.281          | 105.677         | 117.422         | 108.757         | 77.802          | 42.240          |
| Barrika (PNV)         | 7,8           | 1.449           | 181,7           |  | 1.417           | 1.405           | 1.375           | 1.159           | 887             | 774             | 929             | 1.003           | 1.031           |
| Basauri (PSE-EE)      | 7,2           | 42.657          | 5.967,5         |  | 42.966          | 43.250          | 43.626          | 47.036          | 50.395          | 51.996          | 41.794          | 23.030          | 11.637          |
| Berango (PNV)         | 8,8           | 6.588           | 731,8           |  | 6.440           | 6.280           | 6.012           | 4.929           | 4.102           | 4.135           | 2.877           | 1.812           | 1.664           |
| Bilbao (PNV)          | 41,26         | 354.860         | 8.563,7         |  | 353.340         | 353.168         | 354.145         | 354.271         | 372.054         | 433.030         | 410.490         | 297.942         | 229.334         |
| Zeberio (PNV)         | 47,1          | 1.054           | 22,8            |  | 1.072           | 1.072           | 1.050           | 959             | 912             | 1.067           | 1.603           | 2.076           | 2.044           |
| Zierbena (PNV)        | 9,2           | 1.382           | 146,8           |  | 1.351           | 1.299           | 1.283           | 1.206           | -               | -               | -               | -               | -               |
| Derio (PNV)           | 7,4           | 5.307           | 709,9           |  | 5.253           | 5.191           | 5.107           | 4.700           | 4.904           | -               | -               | -               | -               |
| Etxebarri (Indep.)    | 3,3           | 9.171           | 2.586,7         |  | 8.536           | 8.152           | 7.887           | 6.690           | 6.426           | 6.523           | 4.452           | 4.148           | 1.529           |
| Erandio (PNV)         | 18,0          | 24.262          | 1.332,6         |  | 23.987          | 23.960          | 23.653          | 22.853          | 24.977          | -               | -               | -               | -               |
| Galdakao (PNV)        | 31,7          | 29.226          | 922,2           |  | 29.234          | 29.183          | 29.374          | 29.387          | 28.885          | 26.545          | 18.770          | 10.431          | 7.733           |
| Gorlitz (Indep.)      | 10,2          | 5.400           | 518,3           |  | 5.287           | 5.176           | 5.049           | 4.179           | 2.942           | 3.205           | 2.324           | 1.924           | 1.733           |
| Getxo (PNV)           | 11,9          | 80.770          | 6.828,6         |  | 81.260          | 81.746          | 82.327          | 83.789          | 79.517          | 67.321          | 39.153          | 22.951          | 19.309          |
| Larrabetzu (PNV)      | 21,5          | 1.874           | 85,6            |  | 1.840           | 1.742           | 1.663           | 1.537           | 1.486           | 1.608           | 1.833           | 1.698           | 1.745           |
| Leioa (PNV)           | 8,5           | 30.079          | 3.499,8         |  | 29.748          | 29.217          | 29.100          | 27.925          | 25.506          | 22.382          | 10.571          | 7.553           | 5.765           |
| Lemoiz (PNV)          | 14,3          | 1.028           | 72,1            |  | 1.031           | 991             | 950             | 882             | 774             | 943             | 747             | 843             | 869             |
| Lezama (PNV)          | 16,5          | 2.465           | 148,1           |  | 2.443           | 2.411           | 2.352           | 2.124           | 2.002           | 1.786           | 1.612           | 1.494           | 1.501           |
| Loiu (PNV)            | 15,3          | 2.290           | 140,3           |  | 2.147           | 2.180           | 2.200           | 1.885           | 1.684           | -               | -               | -               | -               |
| Ugao-Miraballes (PNV) | 5,2           | 4.029           | 771,9           |  | 4.014           | 4.017           | 4.035           | 4.122           | 4.073           | 4.270           | 3.419           | 2.394           | 1.716           |
| Muskiz (EA)           | 20,8          | 7.216           | 340,8           |  | 7.089           | 6.943           | 6.839           | 6.208           | 6.407           | 6.010           | 6.047           | 4.761           | 4.042           |
| Ortuella (PNV)        | 7,7           | 8.520           | 1.104,4         |  | 8.504           | 8.577           | 8.618           | 8.819           | 8.851           | 8.918           | 8.021           | 7.611           | 5.642           |
| Plentzia (Indep.)     | 6,3           | 4.302           | 658,1           |  | 4.146           | 4.081           | 4.069           | 3.556           | 2.520           | 3.040           | 2.766           | 2.417           | 2.195           |
| Portugalete (PSE-EE)  | 3,2           | 48.105          | 15.064,1        |  | 48.205          | 48.386          | 49.118          | 52.681          | 55.404          | 57.534          | 45.589          | 22.584          | 12.211          |
| Santurtzi (PNV)       | 7,2           | 46.978          | 6.528,3         |  | 47.004          | 47.094          | 47.320          | 47.999          | 50.124          | 53.329          | 46.194          | 25.570          | 10.224          |
| Sestao (PSE-EE)       | 3,5           | 29.476          | 8.468,0         |  | 29.638          | 29.718          | 30.036          | 32.852          | 35.537          | 39.933          | 37.312          | 24.992          | 19.969          |
| Sondika (PNV)         | 6,3           | 4.536           | 711,7           |  | 4.484           | 4.432           | 4.389           | 3.929           | 3.352           | -               | -               | -               | -               |
| Sopelana (PNV)        | 8,4           | 12.359          | 1.457,4         |  | 12.242          | 12.123          | 11.861          | 10.097          | 8.164           | 6.259           | 2.373           | 1.836           | 1.459           |
| Urduliz (PNV)         | 7,8           | 3.338           | 423,1           |  | 3.300           | 3.267           | 3.139           | 2.999           | 2.575           | 2.658           | 2.128           | 1.453           | 1.325           |
| Trapagaran (PSE-EE)   | 13,1          | 12.353          | 946,7           |  | 12.402          | 12.451          | 12.508          | 12.450          | 13.147          | 13.582          | 11.331          | 9.477           | 8.444           |
| Zamudio (PNV)         | 18,1          | 3.203           | 178,3           |  | 3.227           | 3.226           | 3.192           | 2.900           | 3.501           | -               | -               | -               | -               |
| Zaratamo (EA)         | 10,0          | 1.735           | 174,1           |  | 1.741           | 1.687           | 1.651           | 1.662           | 1.623           | 1.750           | 2.051           | 1.856           | 1.142           |
| Bilbao metropolitain  | 499,4         | 910.298         | 1.822,8         |  | 906.387         | 904.439         | 905.030         | 906.222         | 931.054         | 955.189         | 834.052         | 580.253         | 411.381         |

## Transport public
L'Aire métropolitaine de Bilbao a un réseau de transport public étendu, basé sur le transport ferroviaire disposant également de services de transport public par route.

### Transport ferroviaire

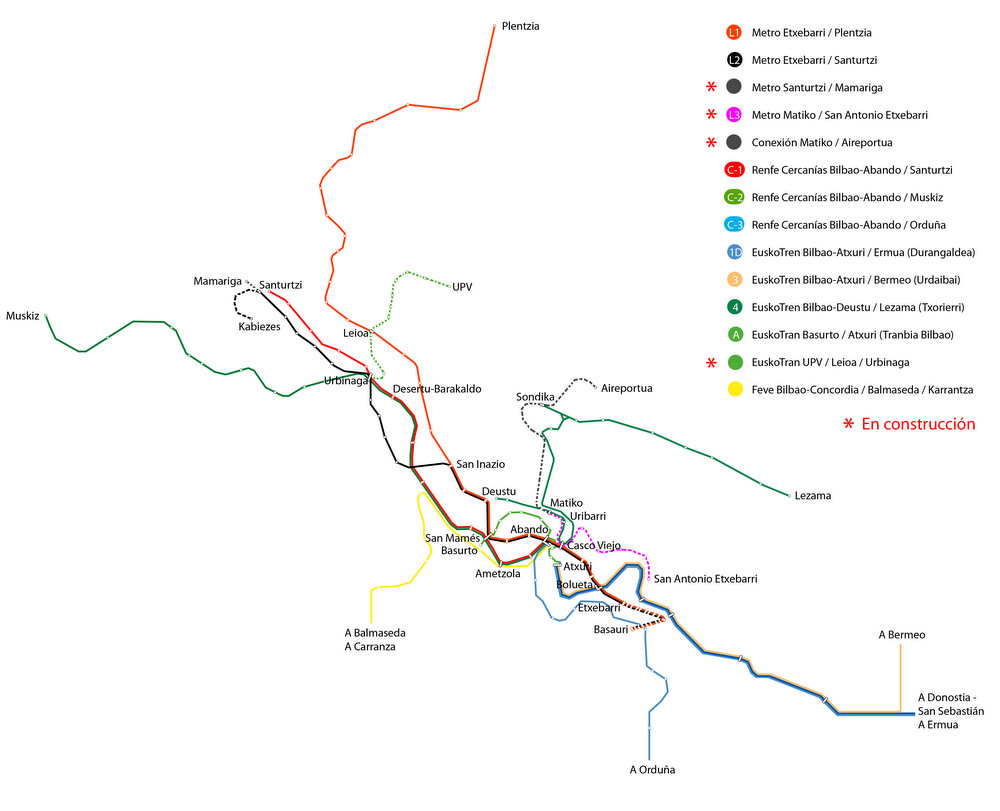
Lignes ferroviaires de l'aire métropolitaine de Bilbao.

- Le Métro de Bilbao est la colonne vertébrale la plus importante de l'aire métropolitaine. Il dispose de deux lignes qui parcourent le centre de la ville de Bilbao et bifurquent pour parcourir les deux rives la Ria de Bilbao, la Ligne 1 par la rive droite et la Ligne 2 par la rive gauche. En construction on trouve la troisième ligne de l'aire métropolitaine (communément appelée métropolitain), qui parcourra par les hauts quartiers de la ville et les reliera avec les autres lignes. De même, on construit la liaison ferroviaire à Aéroport de Bilbao, qui sera relié à la Ligne 3 du Métro. Les Lignes 4 et 5 sont actuellement en phase d'étude.
- Le réseau de Renfe Cercanías Bilbao est constitué de trois lignes qui sont interconnectées dans la gare intermodale de Bilbao-Abando. En partant de cette gare, les lignes C-1 et C-2 parcourent le sud de Bilbao et arrivent jusqu'à Barakaldo, où les 2 bifurquent pour arriver à la Zone Minière (C-2) et à la fin de la rive gauche (C-1). Pour sa part, la ligne C-3 a des arrêts dans les quartiers de Miribilla et La Peña, et arrive jusqu'à la ville d'Orduña en passant par plusieurs villes d'Alava.
- EuskoTren offre ses services dans les lignes 1D entre Bilbao et Ermua en passant par le Durangaldea, 3 entre Bilbao et Bermeo en passant par Busturialdea, 4 entre Bilbao et Lezama par la Vallée d'Asua et 5 avec son service de funiculaire entre Larreineta et Escontrilla, dans le Trapagaran.
- La première ligne de tramway d'EuskoTran parcours tout le centre de Bilbao, reliant Basurto avec Atxuri à travers Abandoibarra, symbole de la régénération urbaine de ville. On étudie les futures lignes de Tramway UPV - Lejona - Urbinaga - Barakaldo, et bien qu'étant encore en étude on ne sait pas si elles fonctionneront comme une seule ligne ou si celle de Barakaldo fonctionnera indépendamment.
- Les lignes de la Feve en direction de Balmaseda et Karrantza parcourent les Enkarterriak pour atteindre Bilbao.
- Le funiculaire d'Archanda relie le quartier de Castaños avec le mont Artxanda.

### Transport par route
- les lignes urbaines suivantes opèrent sous la marque Bilbobus, Autobuses de Lujua, Erandioko Herri Autobusa, Etxebarri Bus et Sopelbus.
- Bizkaibus est le service des lignes interurbaines.

Au primptemps 2011 ouvrira une partie de la déviation sud de Bilbao qui sera une section payante, suivie d'autres travaux gigantesques afin de décongestionner l'actuelle autoroute A8.

## Bilbao vs. Pays Basque
Dans le tableau suivant on compare le poids démographique que représente la ville de Bilbao, sa comarque, l'aire métropolitaine et sa province concernant la totalité de la communauté autonome du Pays Basque.
| Entité locale        | 2009      | %     |
| -------------------- | --------- | ----- |
| Bilbao               | 354.860   | 16,3  |
| Comarque             | 869.842   | 40,4  |
| Bilbao metropolitain | 910.298   | 41,9  |
| Province de Biscaye  | 1.152.658 | 53,1  |
| Total Pays Basque    | 2.172.175 | 100,0 |

## Voir également
- Grand Bilbao
- Bilbao Ria 2000
- Bilbao Metropoli-30